# Etar Snowfield
Etar Snowfield (in lingua bulgara: ледник Етър, lednik Etar) è un campo di neve antartico a forma di mezzaluna, situato nella parte orientale dell'Isola Livingston, che fa parte delle Isole Shetland Meridionali, in Antartide. 

## Caratteristiche
È situato a ovest dei ghiacciai Urdoviza, Medven e Berkovitsa, e a nordovest del Ghiacciaio Verila, a est della Ivanov Beach e a sud della Gerlovo Beach. 
Il ghiacciaio si estende in lunghezza per 5 km verso l'interno e per 15 km da sud-sudest a nord-nordovest. Drena le pendici occidentali delle Oryahovo Heights e i versanti settentrionali del Rotch Dome; va a confluire nella baia di Barclay, tra Mercury Bluff e Rowe Point.

## Denominazione
La denominazione è stata assegnata dalla Commissione bulgara per i toponimi antartici in riferimento al villaggio di Etar, sede di un importante museo etnografico, situato nella parte centrale dei Monti Balcani in Bulgaria.

## Localizzazione
Il ghiacciaio è centrato alle coordinate 62°34′07″S 60°46′27″W.
Rilevazione topografica bulgara sulla base dei dati della spedizione Tangra 2004/05 con mappatura nel 2005, 2009 e 2017. 

## Mappe
- Chart of South Shetland including Coronation Island, &c. from the exploration of the sloop Dove in the years 1821 and 1822 by George Powell Commander of the same. Scale ca. 1:200000. London: Laurie, 1822
- L.L. Ivanov et al. Antarctica: Livingston Island and Greenwich Island, South Shetland Islands. Scale 1:100000 topographic map. Sofia: Antarctic Place-names Commission of Bulgaria, 2005.
- L.L. Ivanov. Antarctica: Livingston Island and Greenwich, Robert, Snow and Smith Islands. Scale 1:120000 topographic map. Troyan: Manfred Wörner Foundation, 2010. ISBN 978-954-92032-9-5 (First edition 2009. ISBN 978-954-92032-6-4)
- Antarctic Digital Database (ADD). Scale 1:250000 topographic map of Antarctica. Scientific Committee on Antarctic Research (SCAR). Since 1993, regularly upgraded and updated.
- L.L. Ivanov. Antarctica: Livingston Island and Smith Island. Scale 1:100000 topographic map. Manfred Wörner Foundation, 2017. ISBN 978-619-90008-3-0